# Muhlenbergia breviaristata
Muhlenbergia breviaristata är en gräsart som först beskrevs av Eduard Hackel, och fick sitt nu gällande namn av Parodi. Muhlenbergia breviaristata ingår i släktet muhlygräs, och familjen gräs. Inga underarter finns listade i Catalogue of Life.